# Ministerio de Defensa (Azerbaiyán)
Ministerio de Defensa de Azerbaiyán (en azerbaiyano Azərbaycan Respublikasının Müdafiə Nazirliyi) – es el órgano ejecutivo, que garantiza la defensa militar de la República de Azerbaiyán. El jefe actual del órgano es Zakir Hasanov.

## Historia
Después del 28 de mayo de 1918, cuando Azerbaiyán fue proclamada la independencia, una de las primeras tareas de la República Democrática de Azerbaiyán fue establecer el Ministerio Militar. Desde el 28 de mayo hasta el 11 de junio las funciones del ministro militar desempeñó Khosrov bek Sultanov. El 23 de octubre de 1918 fue decidido crear el Ministerio Militar y el 7 de noviembre la decisión fue formalizado oficialmente y primer ministro militar fue Fatali khan Khoiski. Desde el 26 de diciembre las funciones del ministro militar desempeñó Samed bek Mekhmandarov, general de artillería del Ejército Imperial Ruso y viceministro fue teniente general Ali agha Shiklinski. 
El 28 de abril de 1920 la República Democrática de Azerbaiyán cayó. Después de la sovetización de Azerbaiyán el Ministerio militar fue eliminado y sus funciones han transferidos al Comisariado Militar. El 20 de julio de 1971 el Comité Central del Partido Comunista decidió establecer escuela en régimen de internado y en noviembre se celebró la ceremonia de apertura de la institución educativa milita de nombre de Jamshid Nakhichevanski.
Por la decisión del Consejo Supremo de la RSS de Azerbaiyán del 5 de septiembre de 1991 fue establecido el Ministerio de la Defensa. El 9 de octubre fue decidido crear las Fuerzas Armadas de Azerbaiyán.
Actualmente el Ministerio de Defensa de la República de Azerbaiyán posee la base logística y se garantiza por los armamentos modernos y avanzados. 

## Cooperación internacional
En el fortalecimiento del Ejército azerbaiyano uno de los factores principales es el desarrollo de las relaciones internacionales del ministerio de Defensa de la República de Azerbaiyán. La cooperación militar se cumple mediante del Ministerio del Exterior u otros órganos estatales, instituciones, organizaciones. Las esferas principales de la cooperación militar son siguientes:
- сooperación bilateral y multilateral  con los países de región;
- cooperación con instituciones euroatlánticas;
- cooperación con las organizaciones internacionales  y complejos de industria de defensa de los estados extranjeros;
- cooperación militar para mejoramiento del sistema de la seguridad militar;
- ampliación de la actividad en la esfera de seguridad;
- estudio de la experiencia y posibilidades internacionales;

### Cooperación con OTAN
El 4 de mayo de 1994 la República de Azerbaiyán se adhirió al programa de OTAN  Asociación para la Paz. Tropas para el mantenimiento de la paz de las Fuerzas Armadas de la República de Azerbaiyán se crearon en 1997 y batallón de mantenimiento de la paz en 2001. El 20 de noviembre de 2002 fue comenzada la misión de mantenimiento de paz de las Fuerzas Armadas de Azerbaiyán en Afganistán.

### Cooperación con OSCE
La República de Azerbaiyán es el miembro del Tratado de las Fuerzas Armadas Convencionales en Europa (FACE) y Documento de Viena sobre medidas destinadas a fomentar la confianza y la seguridad. El acuerdo sobre la adquisición al Tratado de las Fuerzas Armadas Convencionales en Europa fue firmado el 31 de mayo de 1992. A los finales de enero de 2018 en el marco de FACE en el Ejército azerbaiyano fueron realizados 123 inspecciones.